# Swing3
Swing3 è il quarto album in studio del gruppo musicale britannico Swing Out Sister, pubblicato il 5 febbraio 1990 dall'etichetta discografica Fontana.

## Tracce
1. Breakout (A New Rockin’ Version) - 5:53
2. Twilight World (Superb, Superb Mix) - 6:32
3. Dirty Money - 4:10
4. Blue Mood (Dubbed Up Version) - 6:49
5. Waiting Game (Ulti Mix) - 7:13
6. Fooled by a Smile (Phi Phi Mix) - 5:41
7. Another Lost Weekend - 3:42
8. Wake Me When It's Over - 4:36
9. Surrender (Stuff Gun Mix) - 6:43
10. Fever - 4:32